# Michael-Kirche (Westkilver)

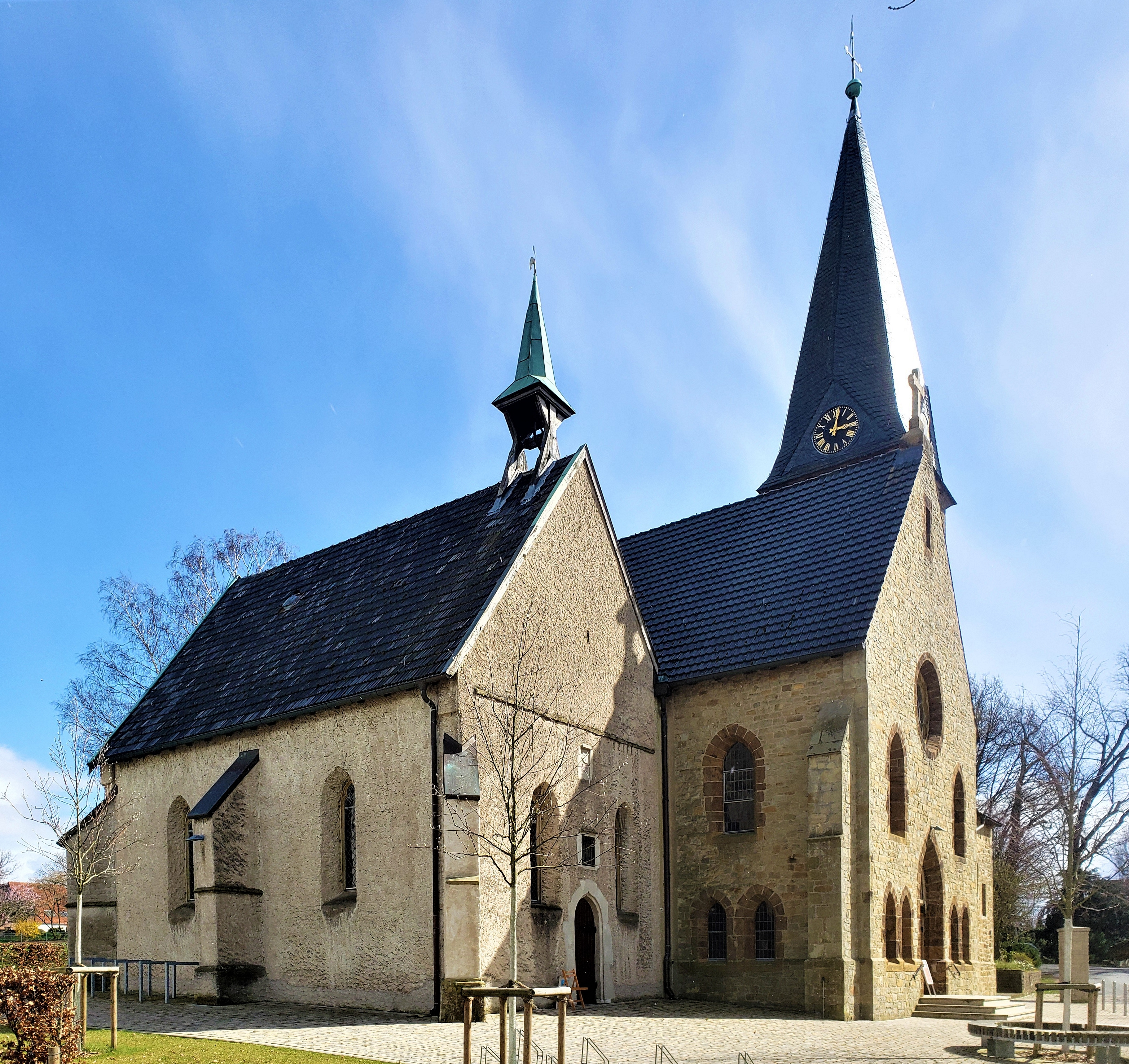
Michaelkirche, links die gotische Seitenkapelle

Die Michael-Kirche ist das Kirchengebäude der evangelisch-lutherischen Kirchengemeinde Westkilver in Rödinghausen im Kreis Herford.

## Geschichte
Die Michael-Kirche der evangelischen Kirchengemeinde Westkilver im Ortsteil Bruchmühlen wurde 1471 als gotische Kapelle erbaut. Als 1881 die Einrichtung einer eigenen Pfarre in Westkilver beschlossen wurde, wurde 1904 die Kapelle um ein Parallelschiff erweitert und auf eine Kapazität von 400 Sitzplätzen aufgestockt. Von 1929 bis 1930 wurde ein Turm angebaut. Im Inneren ist eine spätgotische Kanzel aus Holz, ein Vortragekreuz um 1525, ein an die Kreuzwegdarstellungen angelehntes Gemälde von 1724 und eine aus Lindenholz geschnitzte Taufschale zu besichtigen.